# CS Știința Bacău
CS Știința Bacău (rumänska: Club Sportiv Universtar Știința Bacău) är en sportklubb från Bacău, Rumänien. Klubben är aktiv inom badminton, friidrott, handboll, karate och volleyboll och grundades 1 maj 1966

## Handboll
Klubbens damlag grundades samtidigt som klubben och har blivit rumänska mästare nio gånger (1979, 1980, 1982, 1983, 1984, 1985, 1986, 1987 och 1992) Herrlaget har som bäst blivit tvåa i högsta serien, vilket de blivit tre gånger (2012, 2013 och 2014).

## Volleyboll
Klubbens damvolleybollsektion bildades samtidigt som klubben och har blivit rumänska mästare fyra gånger (1998, 2005, 2013 och 2014) samt vunnit rumänska cupen fem gånger (2005, 2006, 2013, 2014 och 2015) Herrvolleybollsektionen bildades 1986 och har som bäst nått mittenplaceringar i Divizia A